# Städtisches Leihamt Augsburg

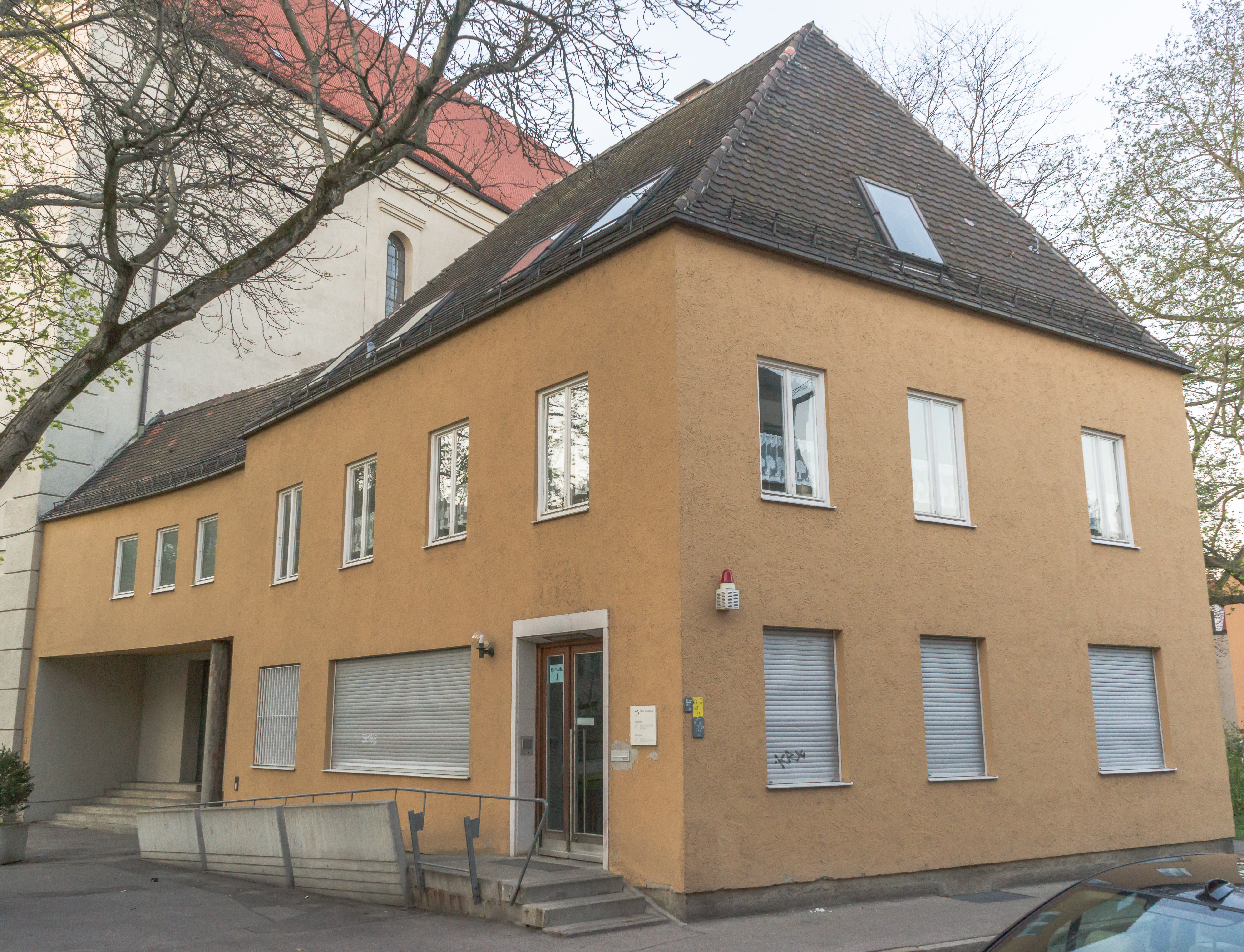
Städtisches Leihamt Augsburg

Das Städtische Leihamt Augsburg war eine kommunale Einrichtung, die gegen Überlassung von Pfändern Geld auslieh. Das Leihamt war dem Finanzreferat der Stadt Augsburg unterstellt. Aufgrund von privater Konkurrenz und der Ausweitung des Onlinehandels wurde das Leihamt Ende 2018 geschlossen.
Bis zur Schließlung handelte es sich bei dieser 1603 gegründeten Einrichtung neben dem Mannheimer Leihamt um eines der ältesten bestehenden kommunalen Leihämter in Deutschland.

## Funktionsweise
Ein Kunde, der vorübergehenden Geldbedarf hat und sich aus irgendwelchen Gründen nicht der Kreditangebote einer Bank, Sparkasse oder eines sonstigen Kreditinstitutes bedienen will, kann in seinem Eigentum befindliche Wertgegenstände vom Leihamt beleihen lassen.
Die Kreditgewährung im Leihamt geht schnell, da eine Bonitätsprüfung oder Auskunftsanfragen bei der Schufa entfallen. Der Wert des mitgebrachten Gegenstandes wird von vereidigten Schätzern ermittelt und mit einem Sicherheitsabschlag bar ausbezahlt. Der Kunde erhält zugleich einen Pfandschein mit genauer Beschreibung des überlassenen Gegenstandes, seines Schätzwertes, des Darlehensbetrages und des Fälligkeitstermins für die spätere Abholung ausgehändigt. Beim Geldleihen gegen Pfand fallen höhere Kosten als die Zinsen bei der Konkurrenz an. Je nach Betragshöhe werden 3, 3 ½ oder 4 Prozent pro Monat fällig.
Beliehen werden unverderbliche, bewegliche Gegenstände aller Art in einwandfreiem Zustand. Ausgeschlossen sind unter anderem Wertpapiere, Sparbücher und Bekleidung. Die Bandbreite an beliehenen Gegenständen ist groß, zu 90 Prozent werden Schmuck aus Gold oder Silber, Juwelen oder teure Uhren vom Kunden mitgebracht. Doch auch sein Fahrrad, hochwertiges Porzellan oder altes Silberbesteck kann man vorübergehend beleihen lassen. Der Kundenkreis ist nicht auf Augsburger Einwohner beschränkt, auch aus dem Umland kommen Personen zur Beleihung. Die weitaus meisten Gegenstände werden nach drei Monaten durch Rückzahlung des Geldbetrages samt Zinsen und Gebühren wieder abgeholt.
Eine Verlängerung der Beleihung um weitere drei Monate ist möglich, doch wird in diesem Fall erneut geschätzt und der alte gegen einen neuen Pfandschein gewechselt. Nur ein geringer Teil der Pfänder muss nach Ablauf einer monatlichen Schonfrist wegen Nichtauslösung im Wege der öffentlichen Versteigerung meistbietend an Interessenten veräußert werden.

## Geschichte
In Augsburg ist ein Vorläufer des Leihamtes in den Jahren 1571–1574 im Kloster von St. Anna entstanden. Es gab zu jener Zeit eine Teuerungswelle, die manche Bürger zum Versetzen von Hab und Gut zwang. Da Banken im heutigen Sinne noch nicht existierten, war dies die einzige Möglichkeit für in einer Liquiditätsklemme steckende Bürger, vorübergehend Geld zu erlangen.
Das Leihamt der Reichsstadt wurde auf Beschluss des Rates vom 11. März 1603 eingerichtet und begann sofort seine Tätigkeit. Damit wollte man ein Korrektiv zu privaten Pfandleihern in jener Zeit schaffen, die sich wucherischer Zinsen bedienten. Der Stadtbaumeister Elias Holl  erhielt um 1605/1606 den Auftrag zum Bau eines Pfand- und Leihhauses. Es befand sich auf dem Gelände des heutigen Stadttheaters und musste ihm 1876 Platz machen. Das städtische Leihamt wurde in Räume im ehemaligen Jesuitenkolleg St. Salvator an der Jesuitengasse einquartiert. Nach dem Zweiten Weltkrieg fand das Leihamt ab 1949 in Gewölben des ehemaligen Heilig-Geist-Spitals beim Rabenbad eine Bleibe. Es wurde am 7. Juni 1949 wieder eröffnet. Wegen notwendiger baulicher Sanierung des Heilig-Geist-Spitals und Platzproblemen erhielt das Leihamt dann ab dem Jahr 2000 sein heutiges Domizil nahe der Kirche St. Max.